# Albert Taillandier
Albert Philippe Taillandier (ur. 8 lutego 1879 w Paryżu, zm. 27 lipca 1945 w Auzances) – francuski kolarz torowy, złoty medalista olimpijski.

## Kariera
Największy sukces w karierze Albert Taillandier osiągnął w 1900 roku, kiedy zdobył złoty medal w sprincie indywidualnym podczas igrzysk olimpijskich w Paryżu. W zawodach tych bezpośrednio wyprzedził swego rodaka Fernanda Sanza oraz Johna Henry’ego Lake’a ze Stanów Zjednoczonych. Był to jednak jedyny medal wywalczony przez Taillandiera na międzynarodowej imprezie tej rangi. Ponadto w tym samym roku zwyciężył również w Grand Prix Paryża, a w 1906 roku zdobył brązowy medal torowych mistrzostw Francji w sprincie. W 1910 roku zakończył karierę.